# ویلتن دنیل گرگوری
ویلتون دانیل گرگوری (متولد دسامبر 7، 1947) از پرلات‌های کلیسای کاتولیک که اسقف اعظم واشینگتن است. پاپ فرانسیس وی را در تاریخ 28 نوامبر 2020 به درجه کاردینال ارتقا داد. او اولین کاردینال سیاهپوست آمریکایی است.
وی از سال ۲۰۰۵ تا ۲۰۱۹ اسقف اعظم آتلانتا، از ۱۹۹۴ تا ۲۰۰۴ اسقف بلویل، ایلینوی؛ و از سال ۱۹۸۳ تا ۱۹۹۴ اسقف کمکی شیکاگو بود. او اولین رئیس سیاه‌پوست کنفرانس اسقف‌های کاتولیک ایالات متحده (USCCB) از سال ۲۰۰۱ تا ۲۰۰۴ بود، در این دوره USCCB در پاسخ به موارد استفاده جنسی کاتولیک‌های رومی «منشور حمایت از کودکان و جوانان» را صادر کرد.